# Vézeronce-Curtin
 Vézeronce-Curtin  es una población y comuna francesa, en la región de Ródano-Alpes, departamento de Isère, en el distrito de La Tour-du-Pin y cantón de Morestel.

## Historia
Cerca del lugar transcurre la batalla de Vézeronce.

## Demografía
| 895 | 869 | 837 | 1208 | 1320 | 1509 |
| Para los censos de 1962 a 1999 la población legal corresponde a la población sin duplicidades (Fuente: INSEE [Consultar]) |     |     |      |      |      |